# Каворта Лејкс (Онтарио)
Каворта Лејкс (енгл. Kawartha Lakes) је град у Канади у покрајини Онтарио. Према резултатима пописа 2011. у граду је живело 73.214 становника.

## Становништво
Према резултатима пописа становништва из 2011. у граду је живело 73.214 становника, што је за 1,8% мање у односу на попис из 2006. када је регистровано 74.561 житеља.
| 2006.  | 2011.  | 2016.  |
| ------ | ------ | ------ |
| 74.561 | 73.214 | 75.423 |